# أرومية
أرومية (بالأذرية: اورومو / Urmiya، بالسريانية: ܐܘܪܡܝܐ ، بالكردية: ورمێ، Ûrmiyê) أو رضائية كما هو اسمها سابقاً حتى عام 1979 م، هي إحدى الحواضر الإيرانيَّة الواقعة في شمال غرب إيران إذ هي مركز محافظة أذربيجان الغربية ومقاطعة أرومية (بالفارسية: شهرستان اروميه). وقد بلغ عدد سكان هذه المدينة (وفقاً لإحصاء سنة 1390 حسب التقويم الفارسي) 667,499 نسمة ممَّا يجعلها عاشر أكبر مدينة في إيران، وثاني أكبر مدينة في منطقة شمال غرب إيران، وذلك حسب عدد السكان. تقع أرومية على ارتفاع 1332 متر عن مستوى سطح البحر إلى الغرب من بحيرة أرومية، وتغطي مساحة أرومية بعض السهول الواقعة بمحاذاة التلال، وجوها حار نسبياً في الصيف، وبارد في الشتاء.
لأرومية تاريخ عريق يمتدُّ إلى حوالي ثلاثة آلاف عام، ممَّا يجعلها أقدم مدينة (قائمة حتى الآن) في منطقة شمال غرب إيران، أي باستثناء ما اندثر من المدن والحواضر في تلك المنطقة. لهذا السبب؛ فقد سجِّل اسم أرومية ضمن قائمة أعدَّتها منظمة اليونسكو للمدن التاريخية في إيران، كانت أرومية في هذه القائمة المدينة التاسعة عشرة. ويذهب بعض الباحثين في التاريخ إلى أنَّ أرومية هي محل ميلاد زرادشت مؤسس الديانة الزرادشتية. وشهدت المدينة في فترات ما أحداث مهما كالاحتلال العثماني لها تارة، والاحتلال الروسي تارة أخرى. وقد اكتسبت أهمية لموقعها الاستراتيجي بين القوقاز وبلاد الرافدين وآسيا الصغرى مما جعلها مركزاً تجارياً مهمّاً.
تُشتهر أرومية ضمن ما تشتهر به بين سائر المدن الإيرانية بكونها حاضنة أول مستشفى عصري في إيران، وأول مركز تعليمي طبي، وأول مدرسة عصرية، وأول قناة محلية، وأول نشرة محلية، وكذا أنها ثاني أكثر المدن الإيرانية ازدحاماً، وتُعرف كذلك بأنها عاصمة كرة الطائرة في إيران، ومن ألقاب مدينة أرومية الشائعة بين الإيرانيين؛ ودار النشاط، ومدينة الماء، ومدينة الأديان والمذاهب والأقوام، وپاريس إيران.
سكان المدينة هم في الغالب من الأذر الذين يتحدثون باللغة الأذرية، مع أقلية كبيرة من الكُرد، وعدد أقل من الأرمن والفرس والآشوريين. المدينة بمثابة مركز تجاري لمنطقة زراعية خصبة حيث تُزرع الفواكه (وخاصةً التفاح والعنب) والتبغ.
التاريخ المسيحي لأرومية محفوظ بشكل جيد ويتضح بشكل خاص من خلال العديد من كنائس المدينة وكاتدرائياتها بالإضافة إلى حضور المجتمع المسيحي المُندمج في المدينة. وأضخت المدينة مدينة هامة بحلول القرن التاسع، وتضم المدينة مجموعة متنوعة من السكان تضم في بعض الأحيان المسلمين (الشيعة والسُنّة) والمسيحيين (الكاثوليك والبروتستانت والنسطوريين والأرثوذكس) واليهود والبهائيين والصوفيين. في حوالي عام 1900 شكلّ المسيحيون من الآشوريين والكلدان والأرمن أكثر من 40% من سكان المدينة. ومع ذلك، فقد فر معظم المسيحيين في عام 1918 بسبب تدهور العلاقات مع المسلمين ونتيجة للإبادة الجماعية للأرمن والآشوريين على يد الحكومة العثمانية.

## أصل التسمية
يتكون اسم أرومية من شقّين؛ الشق الأول هو كلمة أور والتي تعني المدينة في اللغة الآشورية كما توجد هذه الكلمة في اسم أورشليم التي تعني مدينة السلام، وأما مية فتعني الماء، فأرومية أو أورمية تعني بالآشورية مدينة الماء وقد غُير اسم المدينة في عهد حكم رضا شاه إلى رضائية نسبة إليه، ونُقل أن ذلك لشدة محبته للمدينة، ثم أُعيدت التسمية القديمة للمدينة بعد الثورة الإيرانية الإسلامية. وقد شاع للمدينة بالإضافة لاسمها الحالي أرومية استخدام مثل هذه الأسماء: أورمية، أو أرْمية، أو أرم، ويشيع بين الأذربيجانيين في إيران تسمية أرومية بأورومو (Urumu).

## الجغرافيا

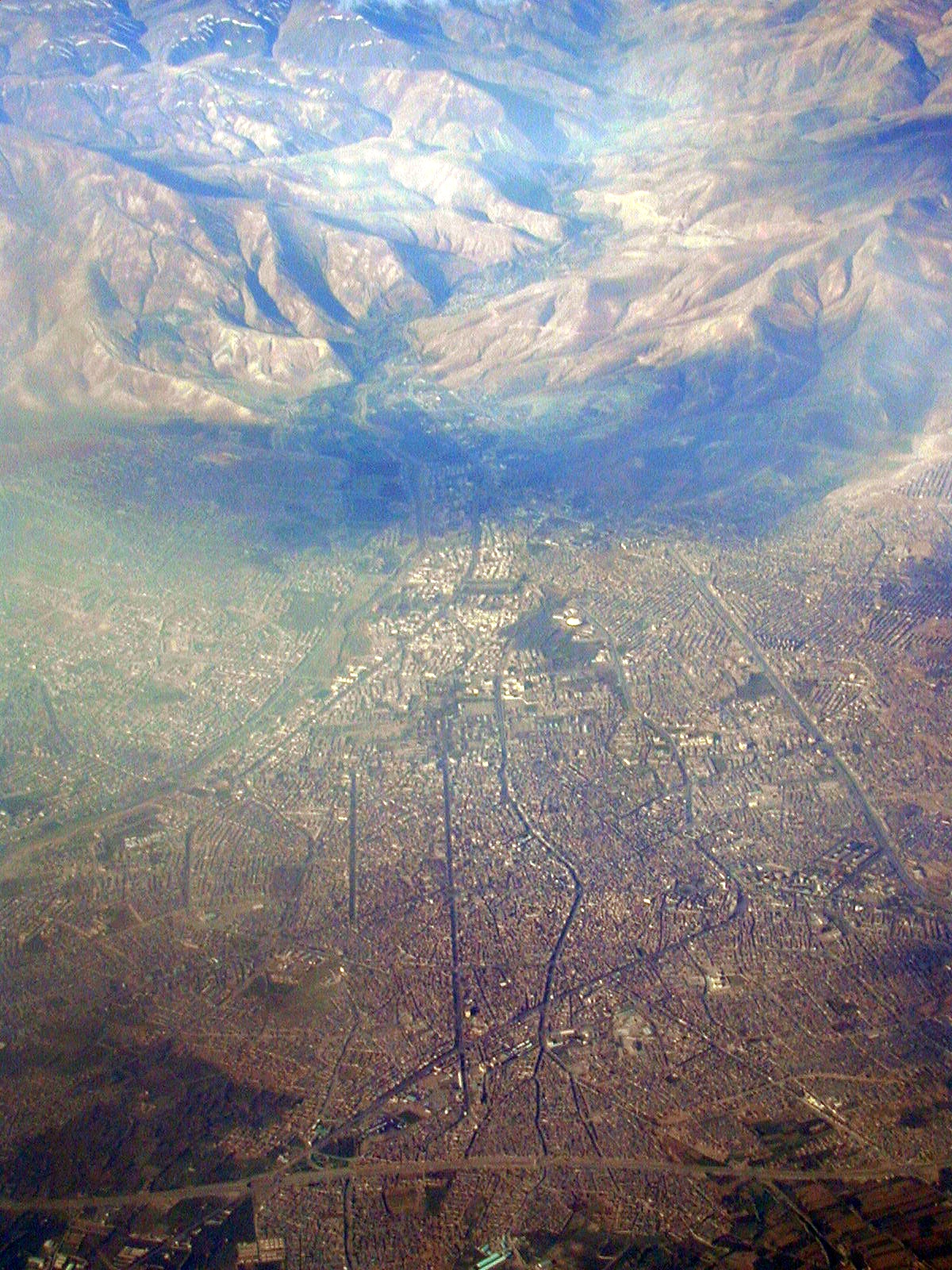
منظر جوي لمدينة أرومية

تقع أرومية على بعد 20 كيلومترًا من بحيرة أرومية، وتتمتع بموقع جغرافي متميز. ترتفع أرومية 1332 مترًا فوق مستوى سطح البحر. تقع أرومية في سهل أرومية، وتحيط بها جبال مثل جبل سير، وجبل قيزقالة، وجبل يهوذا، وجبل جهل مار شهيدان، وجبل ماه، وجبل علي بنج سي، وجبل علي إيمان. في الواقع، تقع أرومية بين بحيرة أرومية وجدار الجبل في غرب المقاطعة.
ينبع نهر شهرشاي أو نهر باردا سور من وادي بيقار في تركيا، وبعد المرور عبر سهل أرومية الجبلي، يمر عبر المدينة ويتدفق إلى بحيرة أرومية.

### المناخ
مناخ أرومية بارد وشبه جاف (تصنيف كوبن للمناخ: BSk، تصنيف تروارثا: BS)، ويقترب من مناخ رطب قاري (تصنيف كوبن: Dfa، تصنيف تروارثا: Dc)، مع شتاء بارد، وربيع معتدل، وصيف حار جاف، وخريف بارد. يتركز هطول الأمطار بكثافة في أواخر الخريف والشتاء (معظمها على شكل ثلوج)، وخاصةً في الربيع، بينما يكون هطول الأمطار نادرًا في الصيف. درجات الحرارة في أرومية أبرد بكثير من معظم أنحاء إيران. سيؤثر جفاف بحيرة أرومية سلبًا على مناخ المنطقة.
نظرًا لوقوعها على الجانب المواجه للرياح والظل الممطر من جبال زاغروس، فإن فصول الشتاء فيها أكثر جفافًا وأقل تساقطًا للثلوج من فصول الشتاء في هكاري (إلى الغرب) في جنوب شرق تركيا بسبب تأثير رياح الفون.
| البيانات المناخية لـ(أرومية) 1991-2020، والظروف المناخية المتطرفة 1961-2020 | البيانات المناخية لـ(أرومية) 1991-2020، والظروف المناخية المتطرفة 1961-2020 | البيانات المناخية لـ(أرومية) 1991-2020، والظروف المناخية المتطرفة 1961-2020 | البيانات المناخية لـ(أرومية) 1991-2020، والظروف المناخية المتطرفة 1961-2020 | البيانات المناخية لـ(أرومية) 1991-2020، والظروف المناخية المتطرفة 1961-2020 | البيانات المناخية لـ(أرومية) 1991-2020، والظروف المناخية المتطرفة 1961-2020 | البيانات المناخية لـ(أرومية) 1991-2020، والظروف المناخية المتطرفة 1961-2020 | البيانات المناخية لـ(أرومية) 1991-2020، والظروف المناخية المتطرفة 1961-2020 | البيانات المناخية لـ(أرومية) 1991-2020، والظروف المناخية المتطرفة 1961-2020 | البيانات المناخية لـ(أرومية) 1991-2020، والظروف المناخية المتطرفة 1961-2020 | البيانات المناخية لـ(أرومية) 1991-2020، والظروف المناخية المتطرفة 1961-2020 | البيانات المناخية لـ(أرومية) 1991-2020، والظروف المناخية المتطرفة 1961-2020 | البيانات المناخية لـ(أرومية) 1991-2020، والظروف المناخية المتطرفة 1961-2020 | البيانات المناخية لـ(أرومية) 1991-2020، والظروف المناخية المتطرفة 1961-2020 |
| الشهر                                                                       | يناير                                                                       | فبراير                                                                      | مارس                                                                        | أبريل                                                                       | مايو                                                                        | يونيو                                                                       | يوليو                                                                       | أغسطس                                                                       | سبتمبر                                                                      | أكتوبر                                                                      | نوفمبر                                                                      | ديسمبر                                                                      | المعدل السنوي                                                               |
| --------------------------------------------------------------------------- | --------------------------------------------------------------------------- | --------------------------------------------------------------------------- | --------------------------------------------------------------------------- | --------------------------------------------------------------------------- | --------------------------------------------------------------------------- | --------------------------------------------------------------------------- | --------------------------------------------------------------------------- | --------------------------------------------------------------------------- | --------------------------------------------------------------------------- | --------------------------------------------------------------------------- | --------------------------------------------------------------------------- | --------------------------------------------------------------------------- | --------------------------------------------------------------------------- |
| الدرجة القصوى °م (°ف)                                                       | 16.4 (61.5)                                                                 | 19.8 (67.6)                                                                 | 26.0 (78.8)                                                                 | 30.8 (87.4)                                                                 | 32.0 (89.6)                                                                 | 37.0 (98.6)                                                                 | 39.9 (103.8)                                                                | 39.2 (102.6)                                                                | 36.2 (97.2)                                                                 | 30.0 (86.0)                                                                 | 22.8 (73.0)                                                                 | 21.4 (70.5)                                                                 | 39.9 (103.8)                                                                |
| متوسط درجة الحرارة الكبرى °م (°ف)                                           | 3.6 (38.5)                                                                  | 6.6 (43.9)                                                                  | 12.0 (53.6)                                                                 | 17.7 (63.9)                                                                 | 22.8 (73.0)                                                                 | 28.4 (83.1)                                                                 | 31.5 (88.7)                                                                 | 31.4 (88.5)                                                                 | 27.3 (81.1)                                                                 | 20.5 (68.9)                                                                 | 12.0 (53.6)                                                                 | 5.8 (42.4)                                                                  | 18.3 (64.9)                                                                 |
| المتوسط اليومي °م (°ف)                                                      | −1.8 (28.8)                                                                 | 0.7 (33.3)                                                                  | 5.9 (42.6)                                                                  | 11.3 (52.3)                                                                 | 16.0 (60.8)                                                                 | 21.2 (70.2)                                                                 | 24.2 (75.6)                                                                 | 23.6 (74.5)                                                                 | 19.1 (66.4)                                                                 | 12.8 (55.0)                                                                 | 5.6 (42.1)                                                                  | 0.3 (32.5)                                                                  | 11.6 (52.8)                                                                 |
| متوسط درجة الحرارة الصغرى °م (°ف)                                           | −6.4 (20.5)                                                                 | −4.6 (23.7)                                                                 | −0.2 (31.6)                                                                 | 4.4 (39.9)                                                                  | 8.4 (47.1)                                                                  | 12.5 (54.5)                                                                 | 15.8 (60.4)                                                                 | 15.0 (59.0)                                                                 | 10.4 (50.7)                                                                 | 5.7 (42.3)                                                                  | 0.3 (32.5)                                                                  | −4.2 (24.4)                                                                 | 4.8 (40.6)                                                                  |
| أدنى درجة حرارة °م (°ف)                                                     | −22.8 (−9.0)                                                                | −22 (−8)                                                                    | −19 (−2)                                                                    | −12 (10)                                                                    | −1.8 (28.8)                                                                 | 3.9 (39.0)                                                                  | 8.4 (47.1)                                                                  | 7.8 (46.0)                                                                  | 2.2 (36.0)                                                                  | −5 (23)                                                                     | −13.4 (7.9)                                                                 | −20 (−4)                                                                    | −22.8 (−9.0)                                                                |
| الهطول مم (إنش)                                                             | 27.4 (1.08)                                                                 | 28.6 (1.13)                                                                 | 44.2 (1.74)                                                                 | 59.4 (2.34)                                                                 | 38.8 (1.53)                                                                 | 9.0 (0.35)                                                                  | 5.1 (0.20)                                                                  | 2.6 (0.10)                                                                  | 4.4 (0.17)                                                                  | 24.3 (0.96)                                                                 | 40.5 (1.59)                                                                 | 28.5 (1.12)                                                                 | 312.8 (12.31)                                                               |
| متوسط أيام هطول الأمطار (≥ 1.0 mm)                                          | 4.8                                                                         | 4.3                                                                         | 6.1                                                                         | 7.2                                                                         | 6.8                                                                         | 2.0                                                                         | 0.7                                                                         | 0.6                                                                         | 1.0                                                                         | 3.5                                                                         | 5.3                                                                         | 5.0                                                                         | 47.3                                                                        |
| متوسط الأيام المثلجة                                                        | 8.5                                                                         | 7.5                                                                         | 3.7                                                                         | 0.8                                                                         | 0.0                                                                         | 0.0                                                                         | 0.0                                                                         | 0.0                                                                         | 0.0                                                                         | 0.3                                                                         | 1.5                                                                         | 5.5                                                                         | 27.8                                                                        |
| متوسط الرطوبة النسبية (%)                                                   | 74                                                                          | 68                                                                          | 59                                                                          | 57                                                                          | 56                                                                          | 47                                                                          | 46                                                                          | 46                                                                          | 48                                                                          | 58                                                                          | 70                                                                          | 75                                                                          | 58.7                                                                        |
| ساعات سطوع الشمس الشهرية                                                    | 142                                                                         | 172                                                                         | 203                                                                         | 227                                                                         | 285                                                                         | 353                                                                         | 369                                                                         | 353                                                                         | 306                                                                         | 237                                                                         | 175                                                                         | 136                                                                         | 2٬958                                                                       |
| المصدر: NOAA (أيام الثلج 1961-1990) (التطرف من كليهما)                      |                                                                             |                                                                             |                                                                             |                                                                             |                                                                             |                                                                             |                                                                             |                                                                             |                                                                             |                                                                             |                                                                             |                                                                             |                                                                             |

## تاريخ
يُعتقد أن أرومية قد أُسّست في الألفيّة الثانية قبل ميلاد المسيح.

## معرض صور

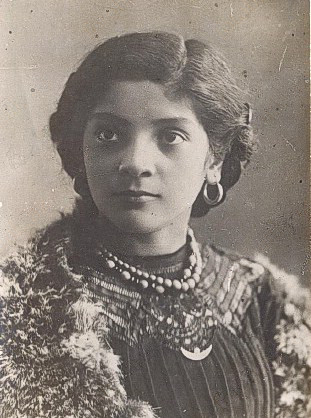
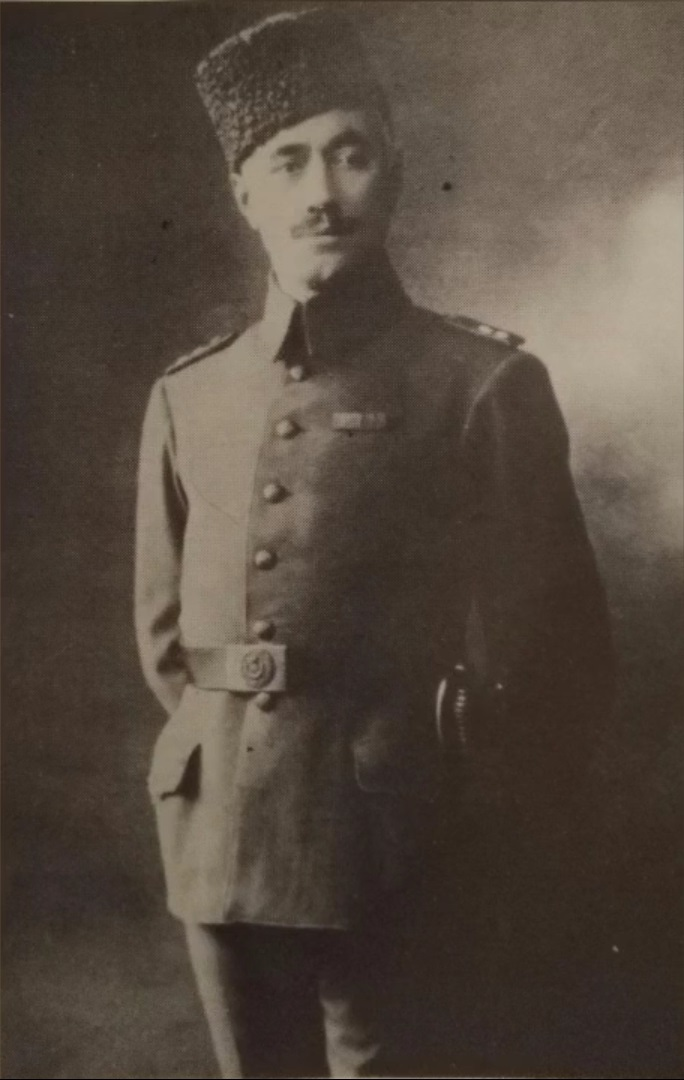
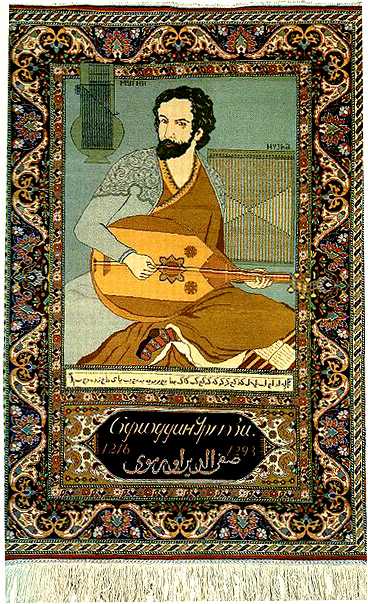
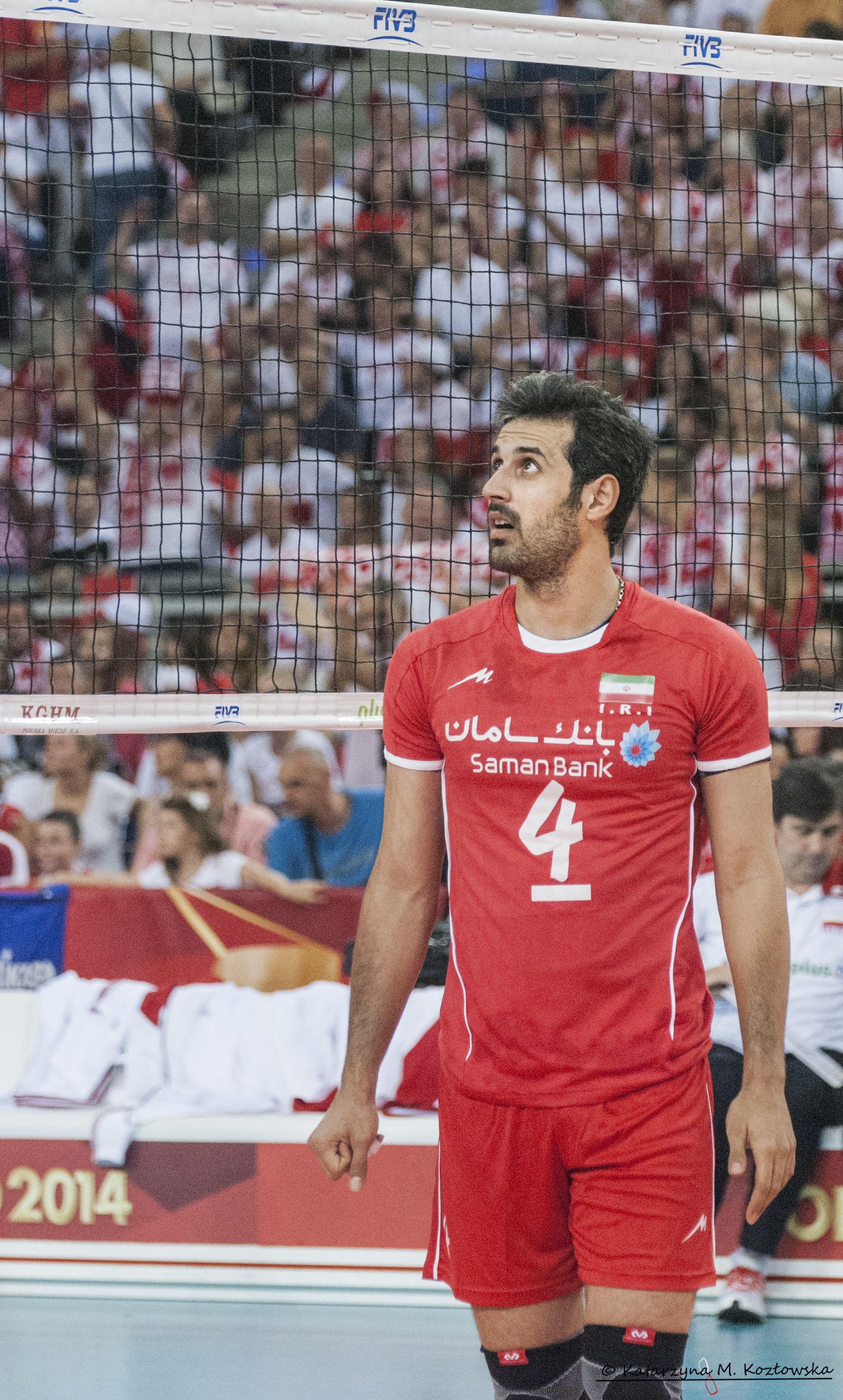